# بازی‌های پنهان
بازی‌های پنهان فیلمی به کارگردانی  و نویسندگی کریم هاتفی‌نیا محصول سال ۱۳۷۴ است.

## بازیگران
- داوود رشیدی
- دانیال حکیمی
- نگار فروزنده
- حسن پورشیرازی
- شهاب عسگری
- رضا بنفشه خواه
- فرهاد محبت
- محرم بسیم
- زهره حمیدی
- فرج مولایی
- سید محسن خرمدره